# Bataille du lagon de Kalpitya
La bataille du lagon de Kalpitya est une bataille navale livrée le 28 juin 2006 au large de Kalpitya à 150 kilomètres au nord de Colombo, entre la marine srilankaise et les indépendantistes tamouls du LTTE (Liberation Tigers of Tamil Ealam) lors de la guerre civile du Sri Lanka.

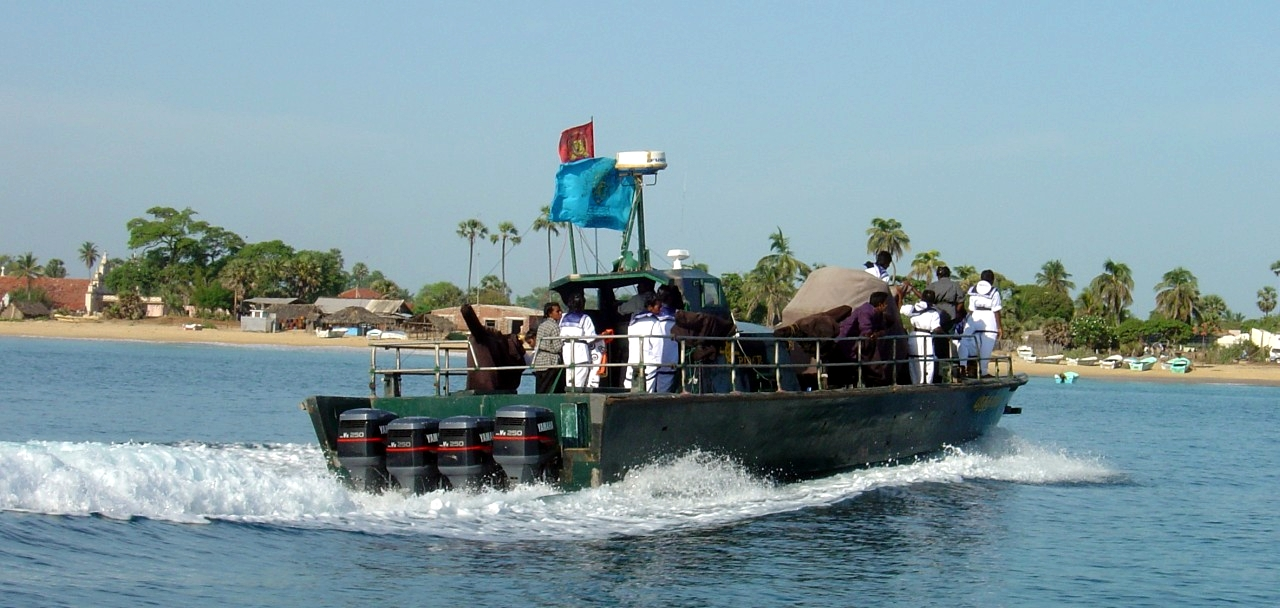
Vedette rapide des Tigres tamouls, 2004

La situation ne cesse de se dégrader entre le gouvernement du Sri Lanka et les combattants du LTTE. À la suite de la bataille au large de Jaffna du 11 mai 2006, qui marque la reprise des combats après plus de trois ans d'accalmie, les incidents armés et en particulier navals se multiplient. Le 17 juin les Tamouls affirment avoir tués 12 marins srilankais lors d'un combat naval au large de
Pesalai-Thalaimannar. Le 28, nouvelle bataille : deux patrouilleurs gouvernementaux sont attaqués par une flottille de près de 20 embarcations tamoules. L'un des patrouilleurs est coulé ; en revanche, les Srilankais affirment avoir envoyé par le fonds deux bateaux adverses, ce que les Tamouls contestent.
Les Srilankais, qui admettent la perte de leur patrouilleur, reconnaissent avoir eu cinq tués et trois blessés. Les Tamouls affirment n'avoir eu qu'un tué alors que leurs ennemis prétendent que 12 rebelles auraient été tués.
L'agressivité de la marine tamoule ne se relâche pas et le 30 juin un nouvel affrontement oppose bâtiments gouvernementaux et rebelles devant la base de Kartesanthuari.